# Raumünzach (Fluss)
Die Raumünzach ist ein etwas über 13 Kilometer langer, westsüdwestlicher und linker  Nebenfluss der Murg im Nordschwarzwald. Der Fluss entwässert ein weitläufiges Waldgebiet im Osten des Hauptkamms um die Hornisgrinde und wird im Unterlauf zu einem gefällereichen Wildwasser, das seit langem zur Stromerzeugung genutzt wird.

## Geographie

### Verlauf und Tallandschaft
Der Oberlauf der Raumünzach, der Hundsbach, hat zwei je etwa einen Kilometer lange Quelläste, von denen der kleinere nördliche, der an der Unterstmatt entspringt, in den Topographischen Karten als Hundsbach verzeichnet ist, im Online-Kartenwerk der LUBW ist es dagegen der größere südliche Quellast, der am Hundsrücken entspringt. Das Hundsbachtal verläuft, wie auch zwei benachbarte, parallel verlaufende Nebentäler, zunächst gestreckt ostwärts. Nahezu alle Täler im Einzugsgebiet der Raumünzach sind voneinander durch langgestreckte, kaum gegliederte Höhenrücken getrennt, die östlich oder nordöstlich zur Murg hin verlaufen. Es sind die landschaftsprägenden Reste einer sanft nach Osten abfallenden Buntsandsteindecke, die von nahezu wasserundurchlässigen Graniten unterlagert wird. Daher treten an der Gesteinsgrenze zahlreiche Quellfließe aus, die in dichter Folge den Hauptbächen zuströmen.
Bei der einstigen Holzfällersiedlung Aschenplatz schwenkt der Hundsbach auf die südwestliche Talrichtung des linken Nebenbaches Greßbach ein und dann bei der Siedlung Hundsbach wiederum auf die nordöstliche Talrichtung des Nebenbaches Biberach. Erst ab dort heißt der nun stattliche Bach Raumünzach (früher auch Raumünz). Zwischen den beiden Mündungen und im Umfeld der Siedlungen fließt der Bach durch flachwellige Talwiesen im Granit, ansonsten durch geschlossenen Nadelwald. Etwa 2 Kilometer oberhalb der Biberach-Mündung werden beide Bäche über die Biberachfassung und die Hundsbachfassung zur Wasserkraftnutzung im Rudolf-Fettweis-Werk durch Stollen zur Schwarzenbachtalsperre abgeleitet.

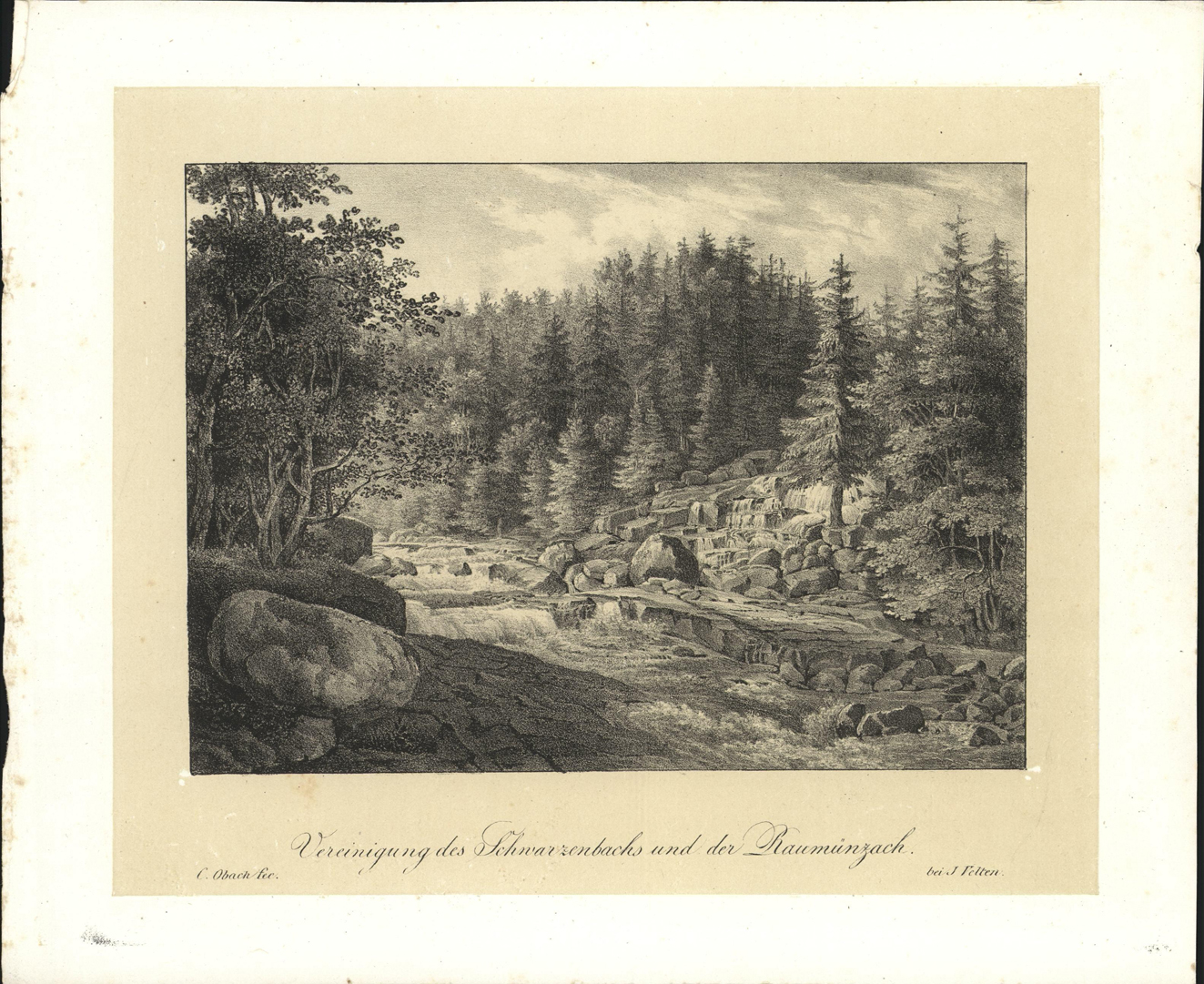
Die Einmündung des Schwarzenbachs über den Raumünzacher Wasserfall in die Raumünzach (vor 1840)

Die Raumünzach schneidet sich allmählich tiefer in den Granit ein, und die vielen kurzen Nebenbäche konnten so zur Talsohle hin ein bewegtes Geländerelief erzeugen. Nach rund 4 Kilometern wird der Raumünzach erneut Wasser entzogen. Hierfür wird sie bei der früheren Holzfällersiedlung Erbersbronn zu einem kleinen See gestaut, dem Sammelbecken Erbersbronn. Unterhalb davon erhöht sich das Gefälle des Flusses deutlich und bleibt nahezu sturzbachartig bis zur Mündung in die Talschlucht der ebenfalls sehr gefällereichen mittleren Murg.
In diesem Abschnitt mit bis zu 2 Meter hohen Abfällen mündet von Norden (links) der Schwarzenbach in einem 4 Meter hohen Wasserfall. Vor dem Bau des Wasserkraftwerks war der (nach der Siedlung an der Mündung in die Murg benannte) Raumünzacher Wasserfall als der Höhepunkt der umgebenden, für ein Mittelgebirge außergewöhnlichen Wildwasserlandschaft ein touristisches Ziel. Besonders, wenn der Schwarzenbach zur Scheitholztrift als Wasserschwall abgelassen wurde, versammelten sich oft viele Schaulustige. Gegenwärtig wird dieser Flussabschnitt dagegen nach intensiven Niederschlägen oder während der Schneeschmelze vor allem von Wildwasserkanuten besucht, die dann dort trotz der Wasserableitung eine der anspruchsvollsten Wildwasserstrecken Deutschlands vorfinden.
Unterhalb der Mündung des Schwarzenbachs befindet sich neben dem Fluss das Raumünzachwerk, das mit dem vom Sammelbecken Erbersbronn durch einen Stollen herangeführten Wasser Strom erzeugt. Darunter folgt die Raumünzachfassung, die das abgeleitete Wasser und die Raumünzach sammelt und zum Teil in einen Druckstollen zum Forbacher Kraftwerk abgibt. An den Hängen der folgenden Bachschlucht wird Raumünzachgranit abgebaut. In diesem untersten Abschnitt begleitet die L 83 die Talsohle; sie verbindet Bühlertal mit dem Murgtal und der B 462, der Schwarzwald-Tälerstraße. Dagegen bindet oberhalb die weniger bedeutende L 80b die Talsiedlungen an und führt durch das Greßbachtal zur Schwarzwaldhochstraße, die sie am ehemaligen Kurhaus Sand erreicht.
Nach einem Lauf von rund 13,5 Kilometern stürzt der Fluss in Raumünzach über einen  Mündungskatarakt in die Murg. Er hat hier eine mittlere Wasserführung von fast 3 m³/s und ist damit ihr größter Nebenfluss.

### Zuflüsse
| Name                           | Zufluss von | Länge   | Einzugs- gebiet | Wasser- führung | Quell- gebiet                     | Mündungs- ort          | Mündungs- höhe |
| ------------------------------ | ----------- | ------- | --------------- | --------------- | --------------------------------- | ---------------------- | -------------- |
| Hundsb. (Quellb. Unterstmatt)  | links       | 0,8 km  | 0,7 km²         | 35 l/s          | Murkopf-Nordhang                  | N Hundsrücken (Koord.) | 813,9 m ü. NHN |
| Hundsb. (Quellb. Schnakenloch) | rechts      | 1,3 km  | 1,1 km²         | 53 l/s          | Hornisgrinde-NO-Hang (Großes Mur) | N Hundsrücken (Koord.) | 813,9 m ü. NHN |
| Greßbach                       | links       | 4,6 km  | 6,3 km²         | 0,30 m³/s       | Hochkopf                          | Aschenplatz (Koord.)   | 680,6 m ü. NHN |
| Biberach                       | rechts      | 7,7 km  | 9,8 km²         | 0,43 m³/s       | Biberkessel an der Hornisgrinde   | Biberach (Koord.)      | 623,5 m ü. NHN |
| Schwarzenbach                  | links       | 11,2 km | 26,2 km²        | 1,20 m³/s       | Mehliskopf                        | W Raumünzach (Koord.)  | 457,4 m ü. NHN |

Tallandschaft der Raumünzach
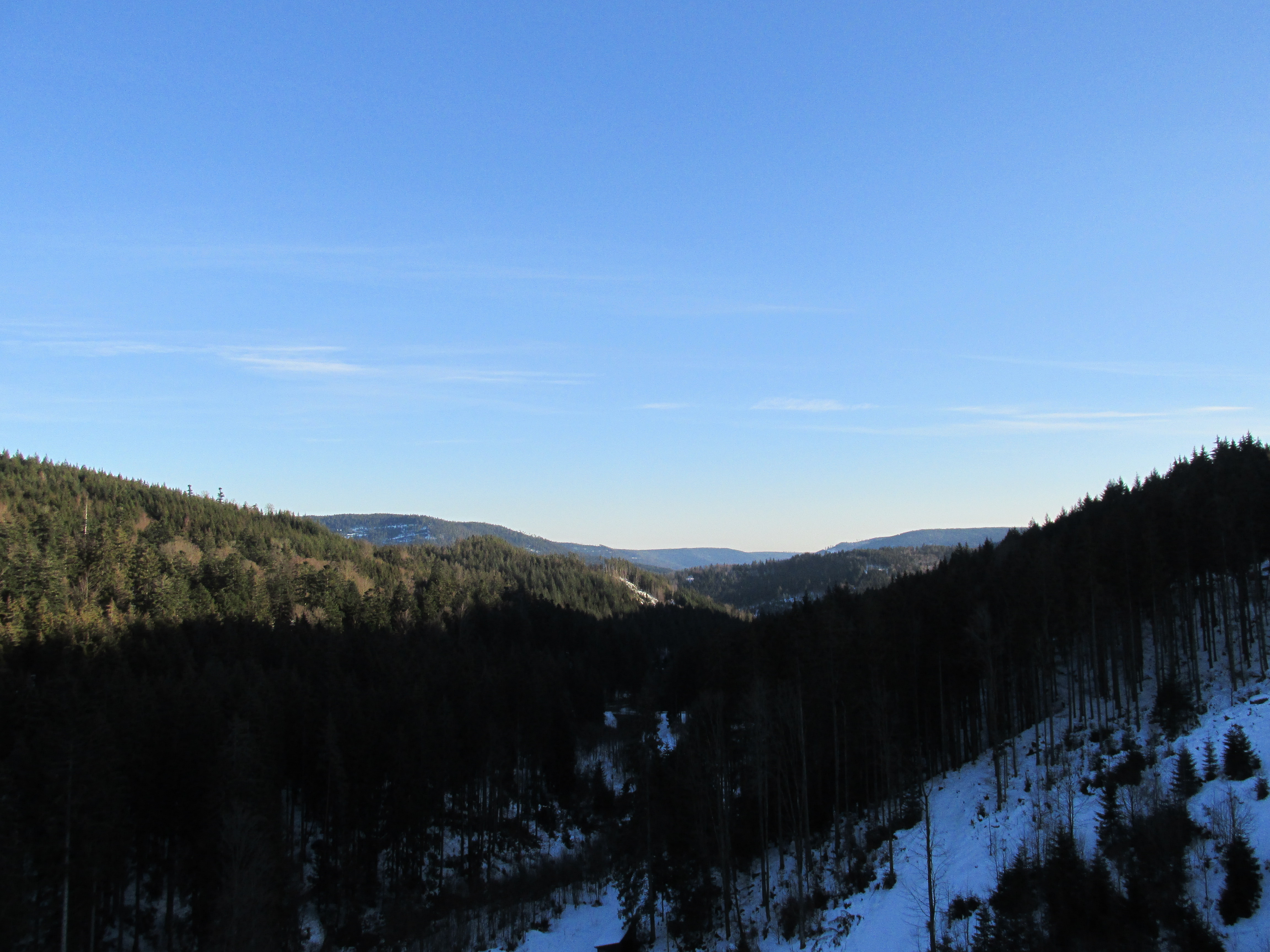
Die von Nadelwäldern geprägte Tallandschaft im Einzugsgebiet der Raumünzach
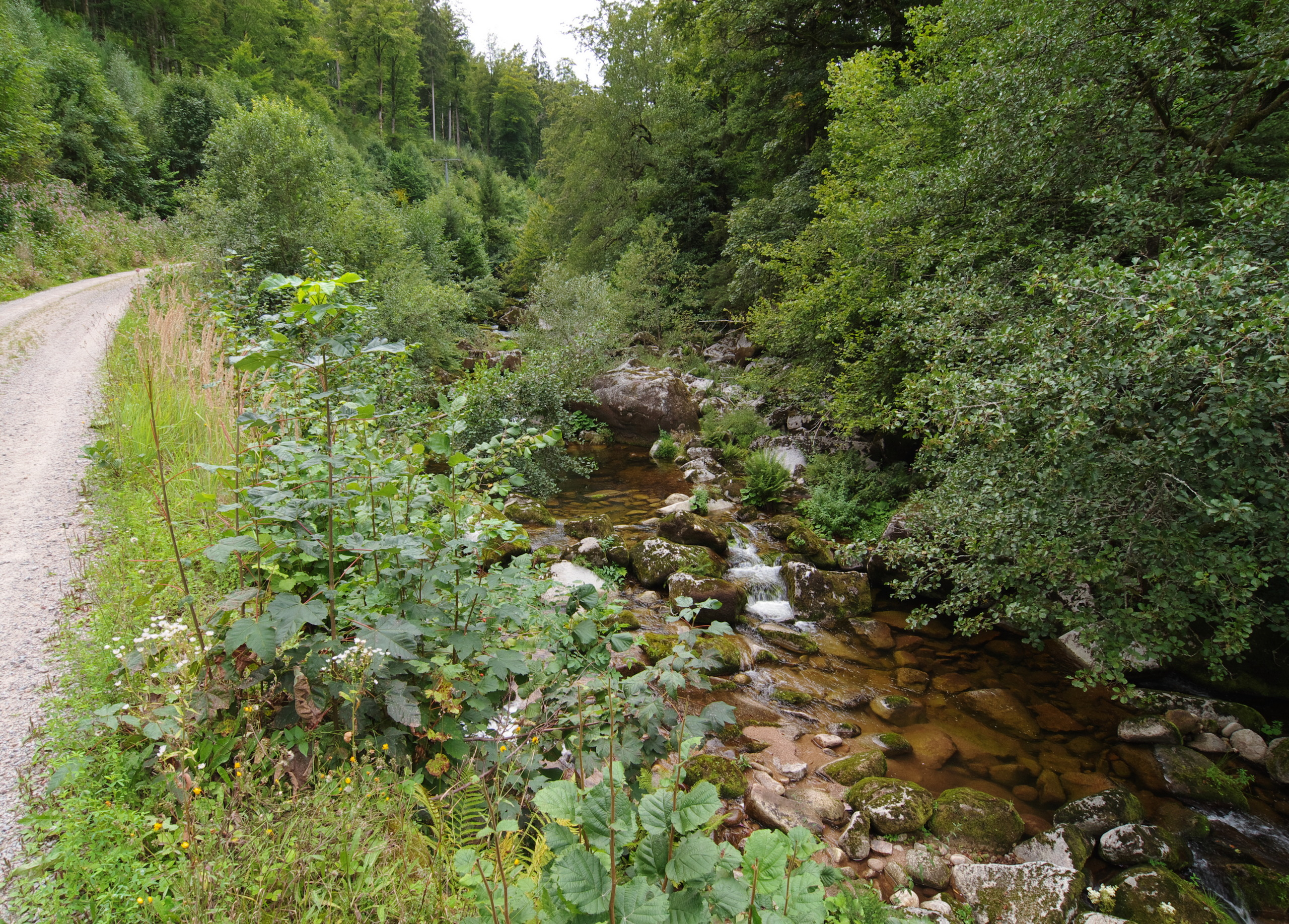
Die Raumünzach oberhalb der Einmündung des Schwarzenbachs
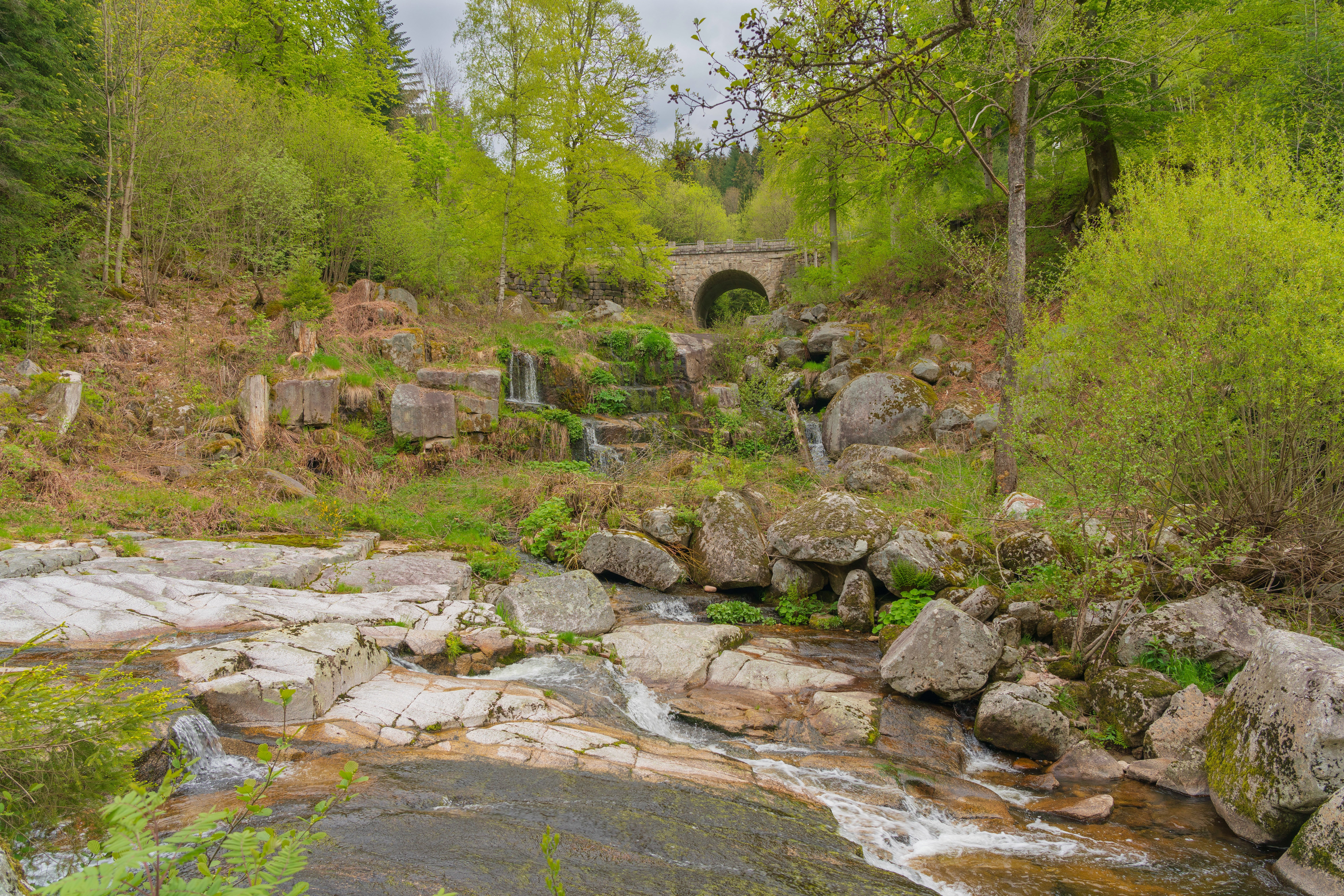
Mündungsfall des Schwarzenbachs in die Raumünzach (Wasserentzug)
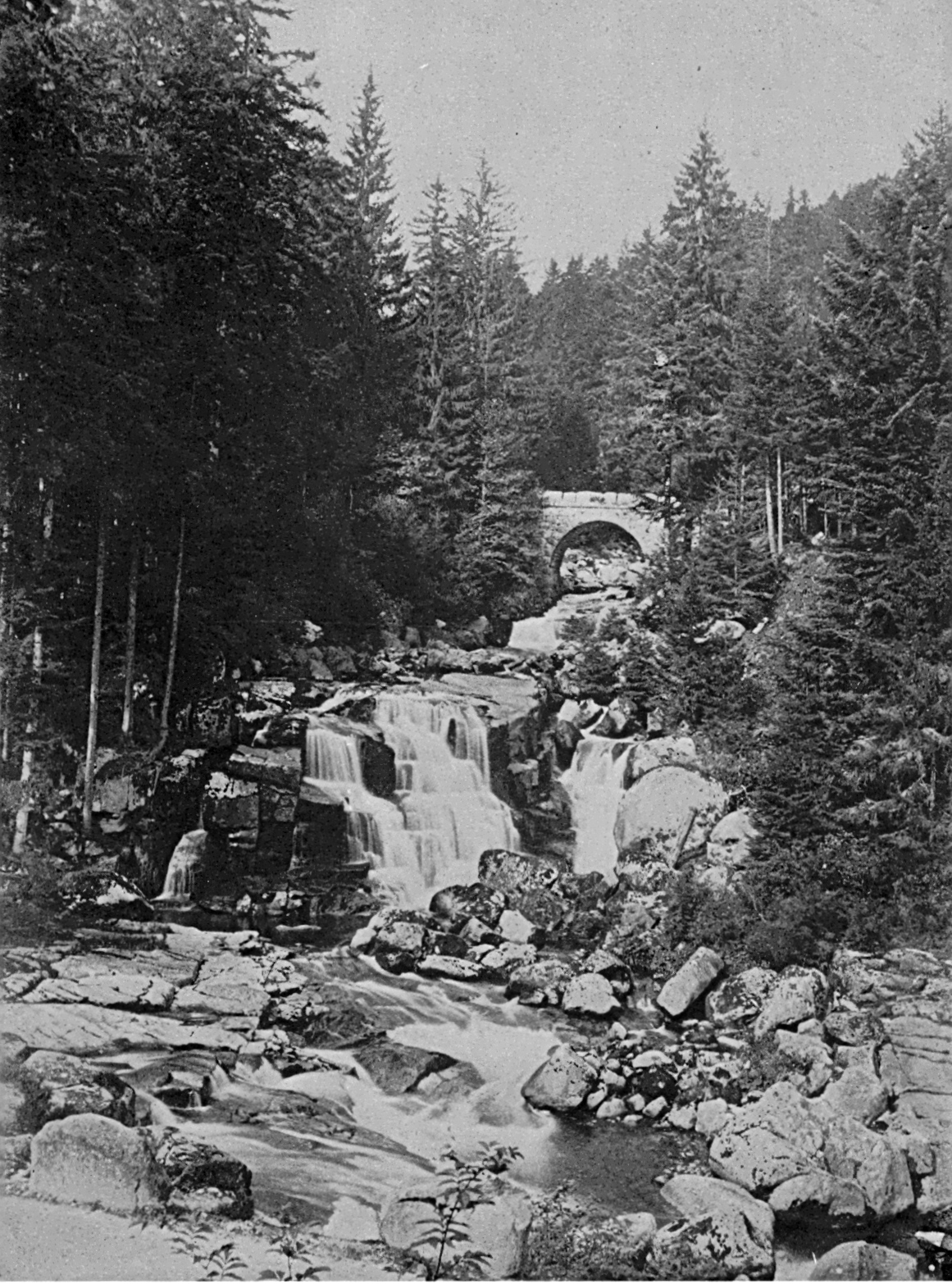
Mündungsfall des Schwarzenbachs in die Raumünzach (Foto, vor 1925)
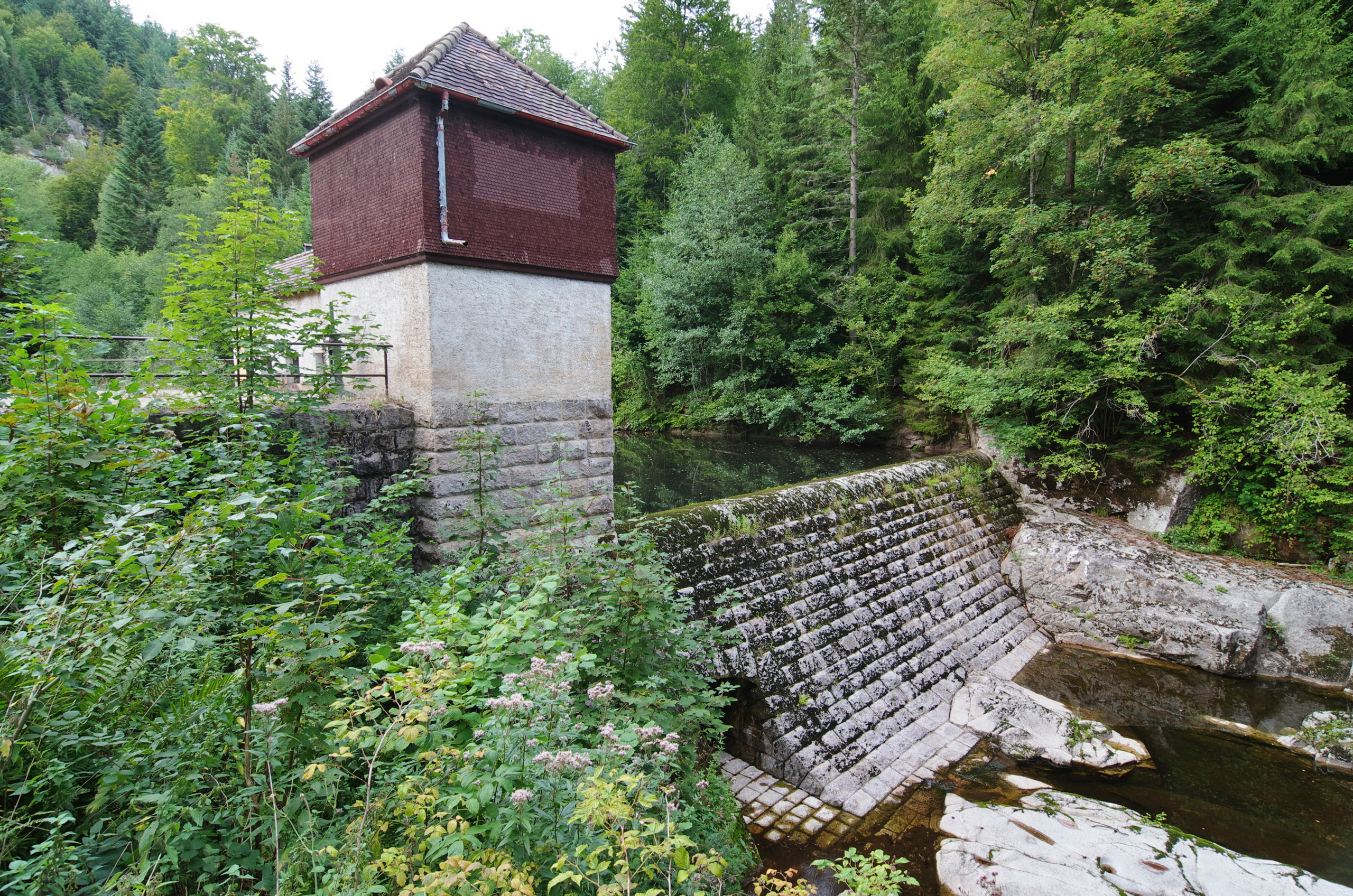
Raumünzachfassung, letzter Wasserentzug vor der Mündung